# Чобану, Виктор (борец)
Виктор Чобану (рум. Victor Ciobanu, 7 октября 1992) — молдавский борец греко-римского стиля, серебряный призёр чемпионата мира 2018 года, чемпион мира 2021 года,чемпион Европы 2019 года, серебряный призёр чемпионатов Европы 2014, 2023 и 2024 годов, бронзовый призер Европейских игр 2019 года. Участник летних Олимпийских игр 2020 года в Токио.

## Биография
На летней Универсиаде в категории до 55 кг, Виктор, сумел завоевать серебряную медаль.
На чемпионате Европы 2014 года Виктор сумел выйти в финальную схватку, но уступил болгарину Александру Констадинову и завоевал серебряную медаль чемпионата Европы.
На Европейских играх в Баку, молдавский спортсмен в схватке за третье место уступил своему оппоненту и занял итоговое 5-е место.
Перед летними Олимпийскими играми 2016 года он выступил в квалификационным турнире, но удача отвернулась от него, Виктор стал только 10-м.
Весной 2018 года на европейском первенстве в Каспийске он стал только 10-м.
В 2018 году на чемпионате мира в Будапеште в весовой категории до 60 кг завоевал серебряную медаль.
В апреле 2019 года на чемпионате Европы в Бухаресте в категории до 60 кг, Виктор в финале одолел россиянина Сергея Емелина и стал чемпионом континента.
На Европейских играх в Минске в весовой категории до 60 кг сумел завоевать бронзовую медаль.
В апреле 2024 года на Европейском квалификационном турнире в Баку ему удалось завоевать лицензию для своей страны на летние Олимпийские игры 2024 в весовой категории до 60 кг.
В апреле 2025 года на чемпионате Европы в Братиславе в весовой категории до 60 кг завоевал бронзовую медаль. В схватке за третье место одолел соперника из Грузии Амирана Чавадзе. 